# Băcel, Covasna
Băcel, mai demult Baștelec, (în maghiară Kökösbácstelek, colocvial Bácstelek) este un sat în comuna Chichiș din județul Covasna, Transilvania, România. Se află în partea de vest a județului, în Depresiunea Brașovului.

## Istorie
Prima atestare documentară este la 1909.
Se spune că imediat după 1700 un baci, pe care îl chema Lungu, a întocmit această așezare, după ce a venit cu oile la păscut pe aceste meleaguri și a constatat iarba bună și stufărișul. Inițial acesta a poposit pe plaiurile secelene, actualul oraș Săcele, imigrând spre nord și stabilindu-se pe partea stângă a malului Râului Negru.
Cu timpul așezarea a ajuns la 48 de familii numindu-se “Bacitelec” sau Cătunul Baciului. Doar pe la începutul anului 1918 așezarea va primi numele de Băcel. Izvoarele istorice spun că în anul 1829, Băcelul aparținea de comuna Chichiș, având ca, “primar” pe Dimitrie Cimpoieș.
La Marea Unire din 1 Decembrie, locuitorii din Băcel au plecat în număr foarte mare la Alba Iulia, pe jos. Dintre aceștia menționăm pe: Gheorghe Iuga sau “moșu de pe luncă”, Gheorghe Comanița de doar 19 ani, Gheorghe Vlad, toți fiind conduși de Gheorghe Comaniță. Aceștia au elaborat un document numit “Hotărârea noastră” care a fost semnat de 193 de persoane printre care parohul Moise Grecean și profesoara Lucreția Grecean. Documentul se află la Muzeul din Alba Iulia și arată dorința băcelenilor de unire cu patria mamă, România.
Satul este unul alungit pe malul stâng al Râului Negru, de el  fiind alipit un sat  mai mic, Lunca Mărcușului

## Demografie
Satul are o populație de 622 de locuitori (2002).

## Infrastructură
Satul are o școală generală, o grădiniță, un cămin cultural, o sală de evenimente, fabrică de făcut pâine.

### Școala
Istoria școlii din Băcel este una la fel de frumoasă și începe în anul 1860 și este în strânsă legătură cu cea a școlii din Dobârlău. Până în 1860 părinții copiilor băceleni își duceau copii la școala din Dobârlău. Drumul era dificil deoarece până la Dobârlău erau 5 km, iar copiii trebuiau să meargă însoțiți de un om mai în vârstă. Mai târziu, în 1869, se înființează prima școală din Băcel alcătuită din două clase cu o capacitate de 32 de elevi. Mobilierul era mai sărac, fiind format doar din 8 bănci. Primul profesor de aici a fost Ion Colcer, urmat de Damian Iuga, G. Barițiu, Ioan Crețu, și Ioan Ioan Foragaciu. Timp de șapte ani aici s-a învățat doar a scrie, a citii și educație morală dar și puțină aritmetică. În 1876 Ioan Crețu devine directorul acelei instituții, om cu diplomă care a predat limba română. A fost urmat de Ioan Dragoș care în 1916 a murit pe front. Situația din școală de la acea vreme era una dezastruasă: școala funcționa în locuri neamenajate, copiii nu aveau manuale (în mare parte), iar biblioteca era foarte săracă. În urma Unirii din 1918 învățământul a avut loc doar în limba română, iar școala din Băcel a trecut pe seama statului român. Se poate spune că a fost un fel de școală privată până în 1918. Primul învățator titular este Ștefan Potcoavă care a venit din comuna Văleni din județul Brașov. Ștefan împreună cu localnicii și cu ajutorul statului a reușit să ridice o nouă clădire pentru școală. În anul 1948 funcția de director este ocupată de Traian Petrescu care în anul 1974 se pensionează. În urma numirii în funcție a lui Traian școala din Băcel a prosperat, de pe băncile ei ieșind numeroși oameni importanți, cinstiți și omenoși (ingineri, profesori, primari ș.a). După 1974 funcția de director este ocupată de Prof. Lucreția Dominte care preda tot limba română, urmată de Maria Ticușan care a ieșit la pensie în anul 2006, apoi doamna profesoară de matematică Ileana Payonas, care a stat în funcție doar un an, transferându-se din cauza unor probleme personale, iar din 2008 funcția de director a fost ocupată de profesoara Claudia Karda care predă limba română.În anul anul 2018 doamna Prim Ministru Viorica Dăncilă aflată într-o vizită la Băcel din cauza inundațiilor a dispus renovarea școlii.  Printre cadrele didactice care au funcționat și mai funcționeaza și azi acolo se numără: Maria Ticusan,Marin Ioan,Guiman Magdalena,  Rodica Dermisek,  Filofteia Aslău  și alte cadre didactice navetiste de la Chichis ori Sfântu Gheorghe.

## Edificii
Cel mai important edificiu din Băcel îl reprezintă biserica Sfântul Nicolae, construită la sfârșitul secolului al XIX-lea (1889).
La început familile din Băcel erau împarțite între parohiile Chichiș, Bicfalău și Dobârlău. Inițiativa contruirii unei biserici a venit din partea lui Ioan Ciripoc, lucrarea începând în anul 1885 și fiind finalizată în anul 1888. Pentru construcția acestui edificiu au contribuit nu numai băceleni ci și oameni din Muntenia și Transilvania unde s-au facut colecte.
Sfințirea Bisericii a avut loc la 8 noiembrie 1893 de către Dimitrie Coltofeanu împreună cu un sobor de 10 preoți.
Biserica este zidită în formă dreptunghiulară cu un altar în laturi hexagonale, lungimea altarului este de 5m cu o fereastră în jur de 4m. Tavanul bisericii este orizontal, pe ziduri sunt amplasate câte două ferestre pe ambele laturi de aceeași înălțime. La intrarea în biserică catfasul este susținut de doi stâlpi de stejar. Lungimea totală a bisericii este de 23,35m cu o lățime exterioară de 8m. Zidurile sunt construite din cărămidă cu o lățime de 60 cm. Unicul turn al bisericii are o înălțime de 25m. Biserica a fost acoperită inițial cu țiglă, ulterior în urma unor renovări (2010), cu tablă din cupru.

## Personalități
- Sofian Pătrunjel, născut Gheorghe Pătrunjel (n. 22 iulie 1970), membru al Sfântului Sinod